# Игбоананике, Кеннеди
Ке́ннеди Игбоанани́ке (англ. Kennedy Igboananike; родился 26 февраля 1989, Игбо, Нигерия) — нигерийский футболист, нападающий финского клуба «Мариехамн».

## Клубная карьера
Начинал свою карьеру в футбольной академии «Динамо» из Лагоса. В 2007 году отправился по совету своего агента в Европу для подписания контракта с «Весбю Юнайтед», однако клубу не подошёл и в итоге подписал свой первый профессиональный контракт со стокгольмским клубом «Юргорден». В основном составе столичной команды закрепиться у него не получилось. Кеннеди выступал в основном за юниорскую команду, проведя всего 2 игры в Аллсвенскане.

### «Юргорден»
19 июня 2007 года состоялся его дебют за «Юргорден» в чемпионате. На 81-й минуте гостевого поединка с «Хаммарбю» главный тренер выпустил нигерийца на поле вместо Джонса Куси-Асаре. Истёкшее соглашение с ним клуб продлевать не собирался, и Игбоананике был вынужден покинуть команду, после чего отправился на просмотр в «Браге», однако и здесь не подошёл тренерскому штабу.

### «Васалунд»
В начале нового сезона нигериец подписал контракт с «Васалундом», представляющим Первый дивизион Швеции. В дебютном сезоне за новый клуб Кеннеди забил 18 мячей в 25 играх, что позволило ему стать лучшим бомбардиром первенства, а его команде занять второе место и пробиться в Суперэттан. В подэлитном дивизионе нападающий провёл 26 игр, забил треть всех мячей своей команды, однако это не уберегло её от вылета. В итоговой таблице «Васалунд» занял последнее место. Руководство хотело оставить игрока в команде, но удачная игра нигерийца обратила на себя внимание его бывшего клуба. В январе 2010 года Игбоананике вновь стал игроком «Юргордена».

### «Юргорден»
В первый сезон после возвращения Кеннеди забил 9 мячей и стал лучшим бомбардиром команды. В следующем году часто появляясь в основном составе, нападающий забивал нерегулярно. Но после сентябрьского хет-трика в ворота «Треллеборга» и победного гола в дерби с АИКом он вновь привлёк внимание общественности. На него обратили взор несколько клубов из Турции, Голландии, Франции и Англии, но наиболее явный интерес проявлял датский «Брондбю».
В начале 2012 года у Игбоананике произошёл конфликт с тренерским штабом «Юргордена», после чего он был переведён в юниорскую команду, с которой и тренировался первую половину чемпионата. В итоге он провёл 5 игр, ни разу в них не отличившись.

### АИК
14 ноября 2012 года руководство АИКа объявило о подписании трёхлетнего контракта с Кеннеди Игбоананике, который по окончании сезона стал свободным агентом.

### «Чикаго Файр»
2 декабря 2014 года клуб MLS «Чикаго Файр» объявил о заключении контракта с Игбоананике.

## Международная карьера
27 марта 2014 года Игбоананике получил шведское гражданство и, следовательно, потенциальную возможность выступать за шведскую сборную.

## Достижения
Юргорден
- Бронзовый призёр чемпионата Швеции: 2007

 Васалунд
- Второе место в Первом дивизионе: 2008
- Лучший бомбардир Первого дивизиона: 2008 (18 мячей)

## Личная жизнь
Кеннеди родился в городе Игбо, который находится на востоке Нигерии. Его любимым футболистом, по собственном признанию, является испанский нападающий Давид Вилья.